# 石金刚
石金刚，位于中国河北省沧州市南皮县城关，为沧州市南皮县的一个省级文物保护单位，类型为石刻，公布时间为1982年7月23日。
石金刚的历史年代目前被认定为唐代。
两位石刻的金刚力士，一个严肃，一个慈祥。两个雕像做工细腻，表情生动。

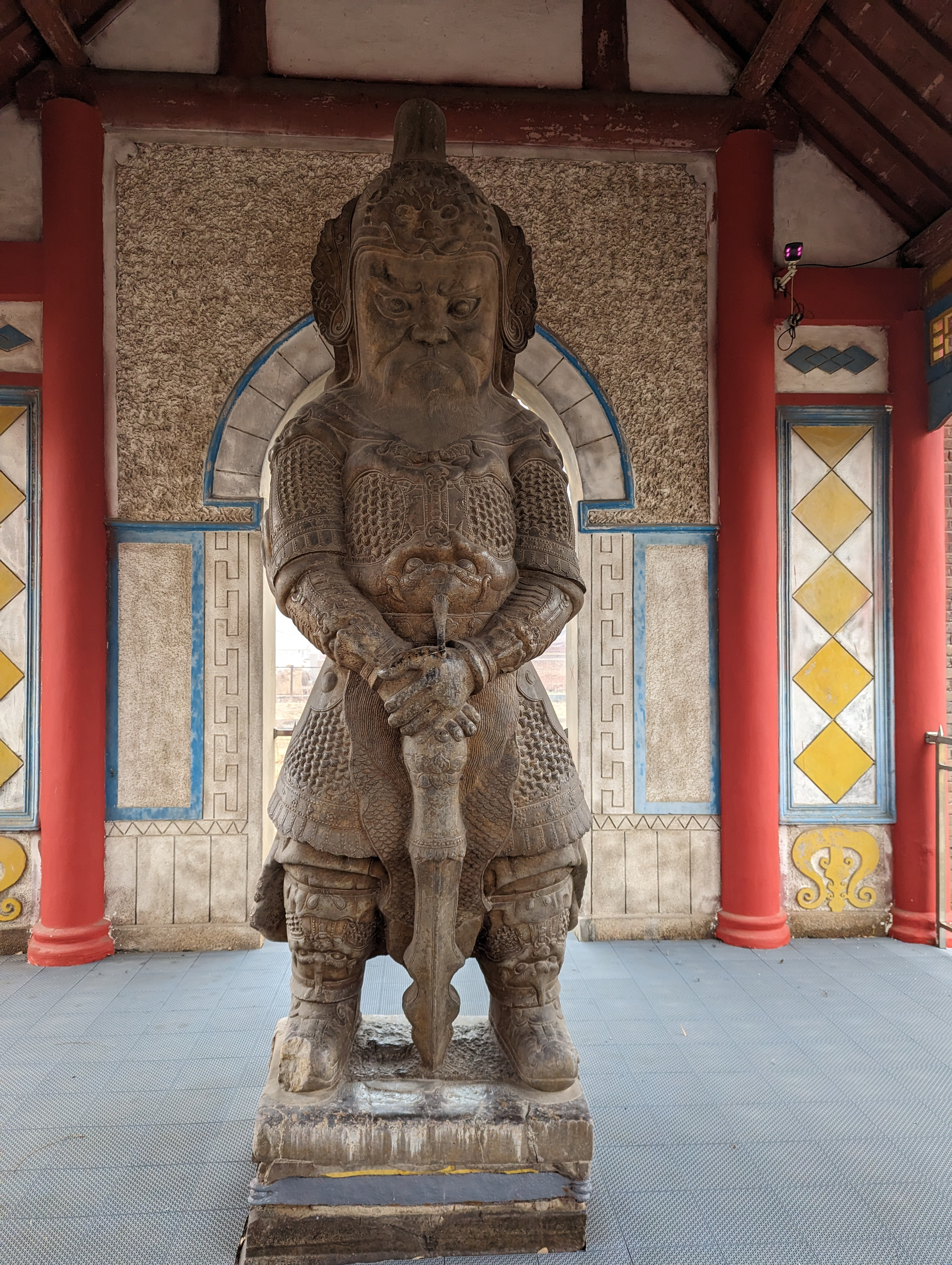
威严的金刚